# Captain Jack
〈Captain Jack〉은 빌리 조엘이 1973년 발표한 음반 《Piano Man》과 1981년에 발매한 라이브 음반 《Songs in the Attic》에 수록된 곡이다.
1972년 4월 15일 필라델피아 WMMR의 시그마 스튜디오에서 열린 라이브 라디오 공연과 이 라이브 버젼이 이 방송국에서 받은 후속 공중파 공연이 그를 컬럼비아를 포함한 주요 음반사들의 주목을 끌었기 때문에 일부 사람들은 그의 초기 작곡에서 가장 중요하고 중심적인 것으로 간주하고 있고, 그는 1973년에 음반계약을 체결할 것이다.